# Carnegie Science Center
Le Carnegie Science Center est l'un des quatre Carnegie Museums of Pittsburgh (en), avec Carnegie Museum of Art, Carnegie Museum of Natural History et The Andy Warhol Museum. Il est situé dans le quartier Chateau (en), en face du stade de Heinz Field, à Pittsburgh en Pennsylvanie.

## Historique
Son prédécesseur était le Buhl Planetarium and Institute of Popular Science Building, qui a ouvert ses portes le 24 octobre 1939. Le Buhl Planetarium était le cinquième grand planétarium aux États-Unis et a été populaire pendant plusieurs décennies. Cependant, dans les années 1980, il avait commencé à montrer des signes de vieillissement. Une expansion a été exclue, l'institut a donc été transféré dans le quartier du Château. Cependant, il est devenu évident pour l'Institut Buhl que les efforts de relocalisation nécessiteraient plus de personnel qu'ils ne pouvaient en fournir. À ce stade, l' Institut Carnegie (sous la direction de Robert Wilburn (en)) est intervenu, montrant son intérêt à fusionner avec l' Institut Buhl. Les deux parties ont accepté la fusion en 1987. Le 5 octobre 1989, la construction a commencé sur le bâtiment de 40 millions de dollars, conçu par l'architecte local Tasso Katselas (en), qui a été rebaptisé Carnegie Science Center à la suite de la fusion. Le planétarium et l(observatoire Henry Buhl Jr. a été réinstallé dans cette nouvelle construction. Le Centre a ouvert ses portes en octobre 1991.

## Exposition
Le Carnegie Science Center est le musée le plus visité de Pittsburgh. Il a quatre étages d'expositions interactives. Parmi ses attractions figurent :
- le Buhl Planetarium, qui présente les dernières technologies de projection numérique[2],
- le Rangos Giant Cinema (promu comme "le plus grand écran de Pittsburgh")[3],
- Highmark SportsWorks : C'est l'une des plus grandes expositions scientifiques et sportives au monde, avec plus de 30 expériences interactives auxquelles les visiteurs peuvent participer[4],
- le Miniature Railroad & Village (en),
- l'USS Requin (SS-481) (un sous-marin de la Seconde Guerre mondiale),
- Le Roboworld, présenté comme "la plus grande exposition permanente de robotique au monde". L'exposition Roboworld contient plus de 30 écrans interactifs présentant "tout ce qui est robotique", et est également la première maison physique du Robot Hall of Fame de l'Université Carnegie-Mellon. Il est fermé le dimanche lorsqu'il y a un match à domicile des Steelers[5].

## Galerie

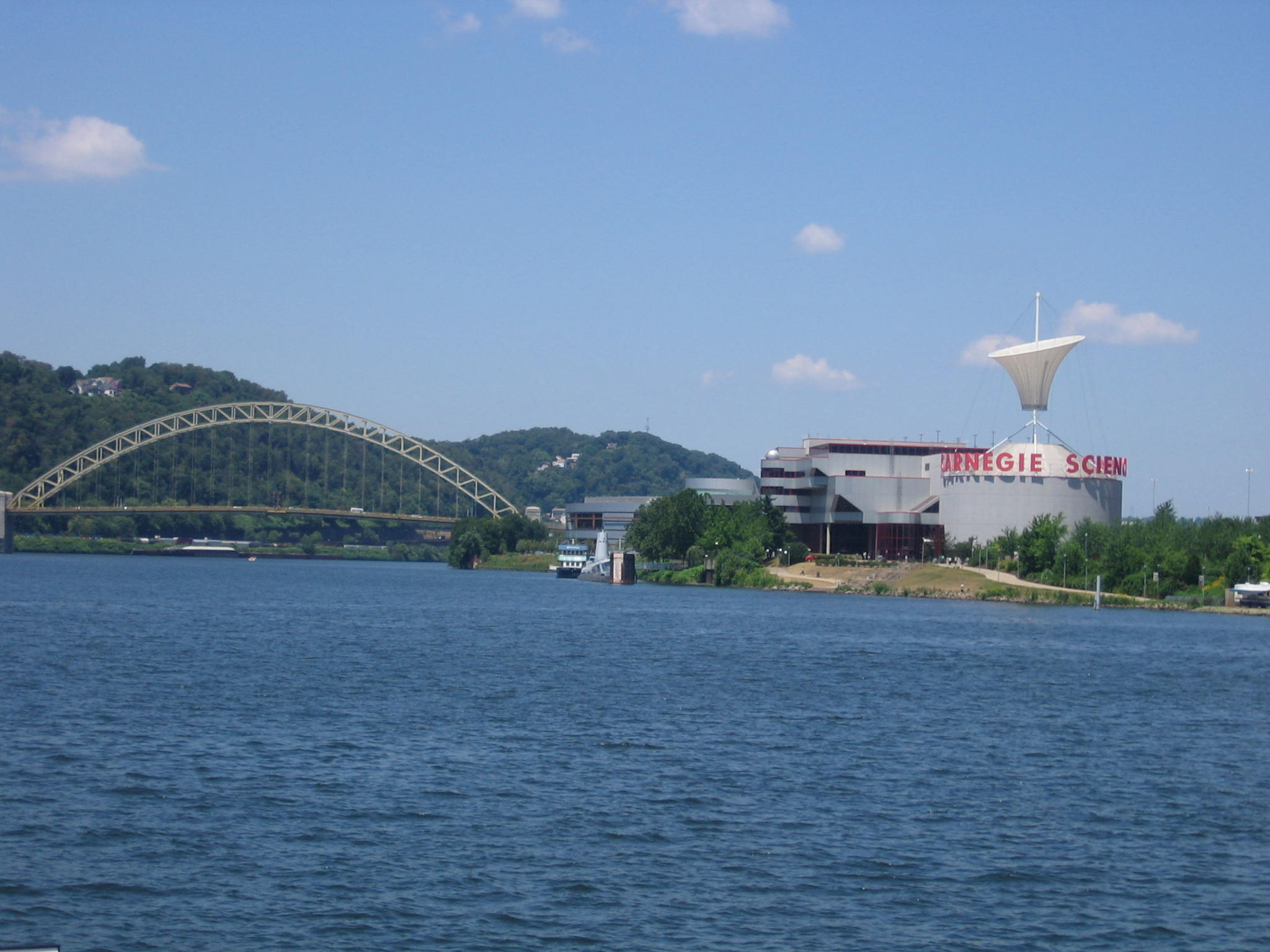
Carnegie Science Center
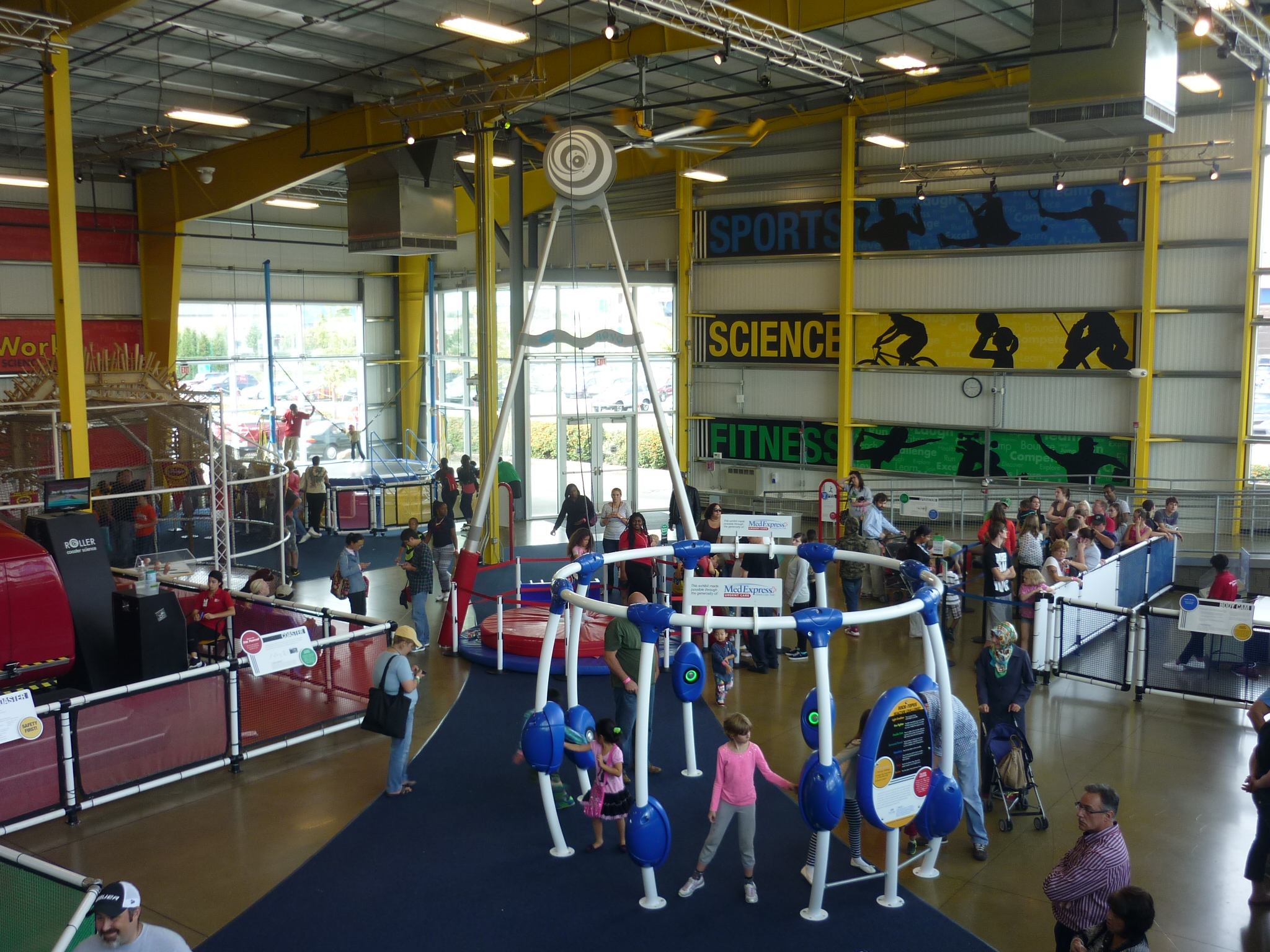
Highmark SportsWorks
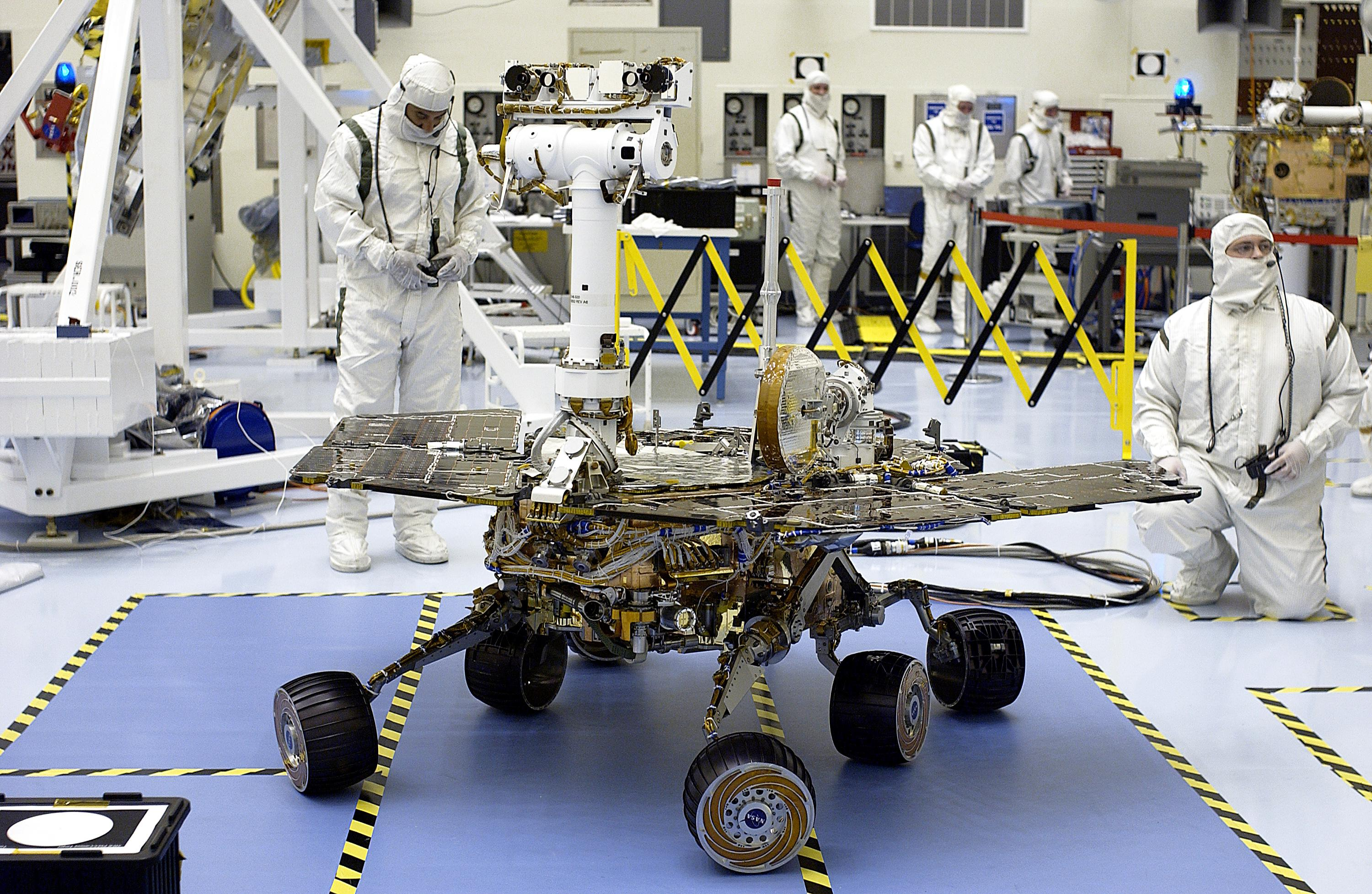
Robot Hall of Fame
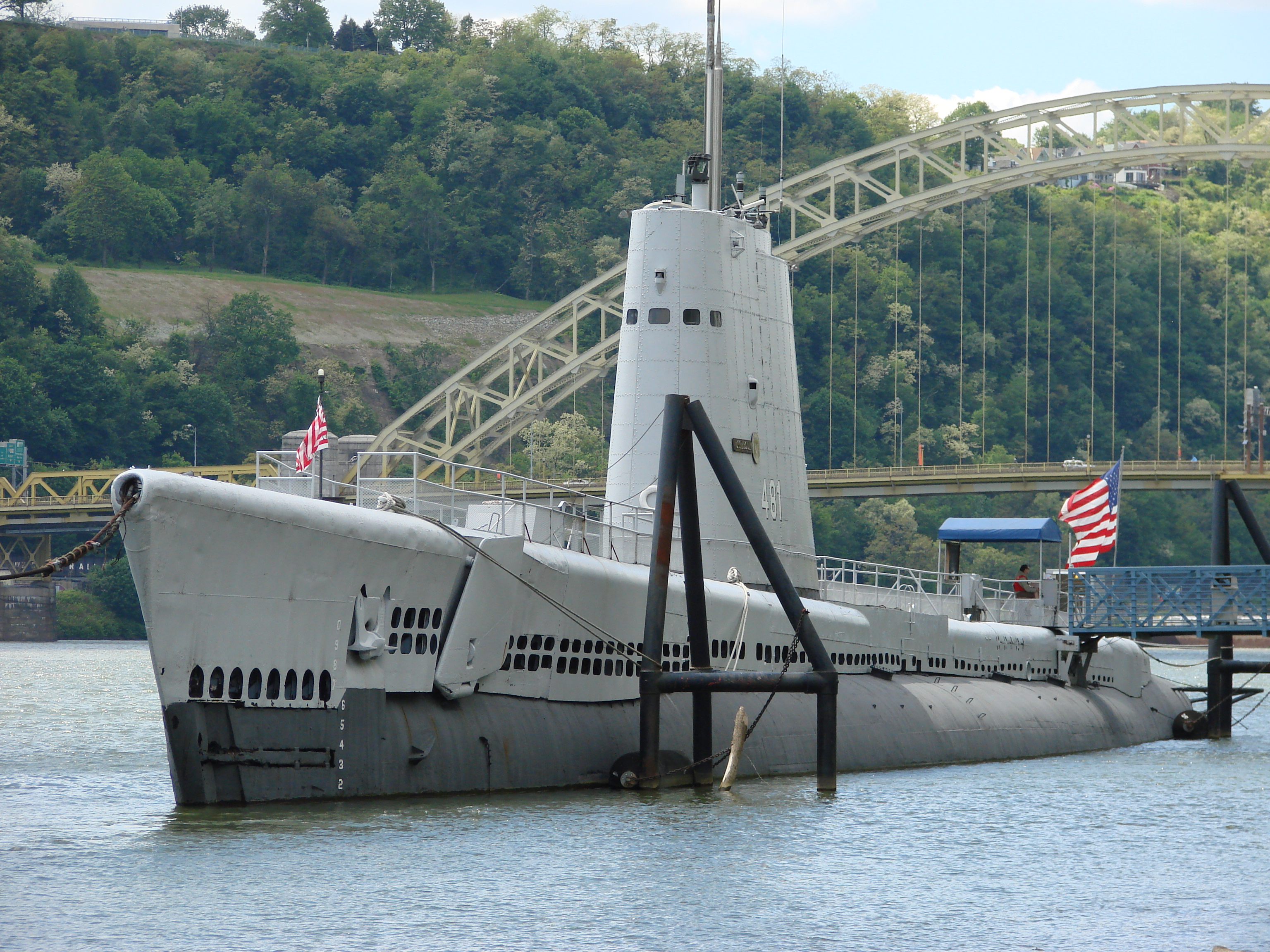
USS Requin